# Chusaris meterythrina
Chusaris meterythrina là một loài bướm đêm trong họ Noctuidae.